# Anthony Rayappa Arulappa
Anthony Rayappa Arulappa (* 2. Oktober 1912 in Dharkast, Britisch-Indien; † 2. August 1996) war ein indischer Geistlicher und Erzbischof von Madras-Mylapore.

## Leben
Anthony Rayappa Arulappa empfing am 19. März 1938 das Sakrament der Priesterweihe.
Am 1. Februar 1966 ernannte ihn Papst Paul VI. zum Erzbischof von Madras-Mylapore. Der Internuntius in Britisch-Indien, Erzbischof James Robert Knox, spendete ihm am 25. März desselben Jahres die Bischofsweihe; Mitkonsekratoren waren der Bischof von Tanjore, Rajarethinam Arokiasamy Sundaram, und der Bischof von Vellore, David Maryanayagam Swamidoss Pillat SDB.
Am 26. Januar 1987 nahm Papst Johannes Paul II. das von Anthony Rayappa Arulappa aus Altersgründen vorgebrachte Rücktrittsgesuch an.